# Richard Lowenstein
Richard Lowenstein (Melbourne, 1º marzo 1959) è un regista e sceneggiatore australiano.

## Filmografia parziale

### Regia e sceneggiatura
- 1984 Strikebound
- 1985 White City
- 1986 Dogs in Space
- 2001 E morì con un felafel in mano (He Died with a Felafel in His Hand)
- 2019 Mystify